# شارل سبورغ
شارل سبورغ  هي واحدة من ثماني دوائر في مدينة كيبك. وهي تقع شمال دائرة ليموالو ، إلى الغرب من دائرة بوبور ، وإلى الشرق من دائرتي البحيرات (مدينة كيبك) و سانت شارل العالية.

## معرض صور

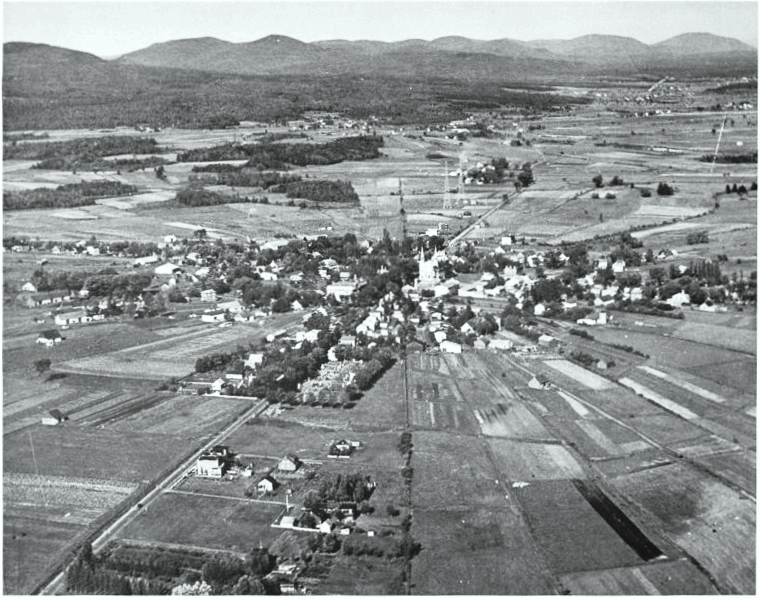
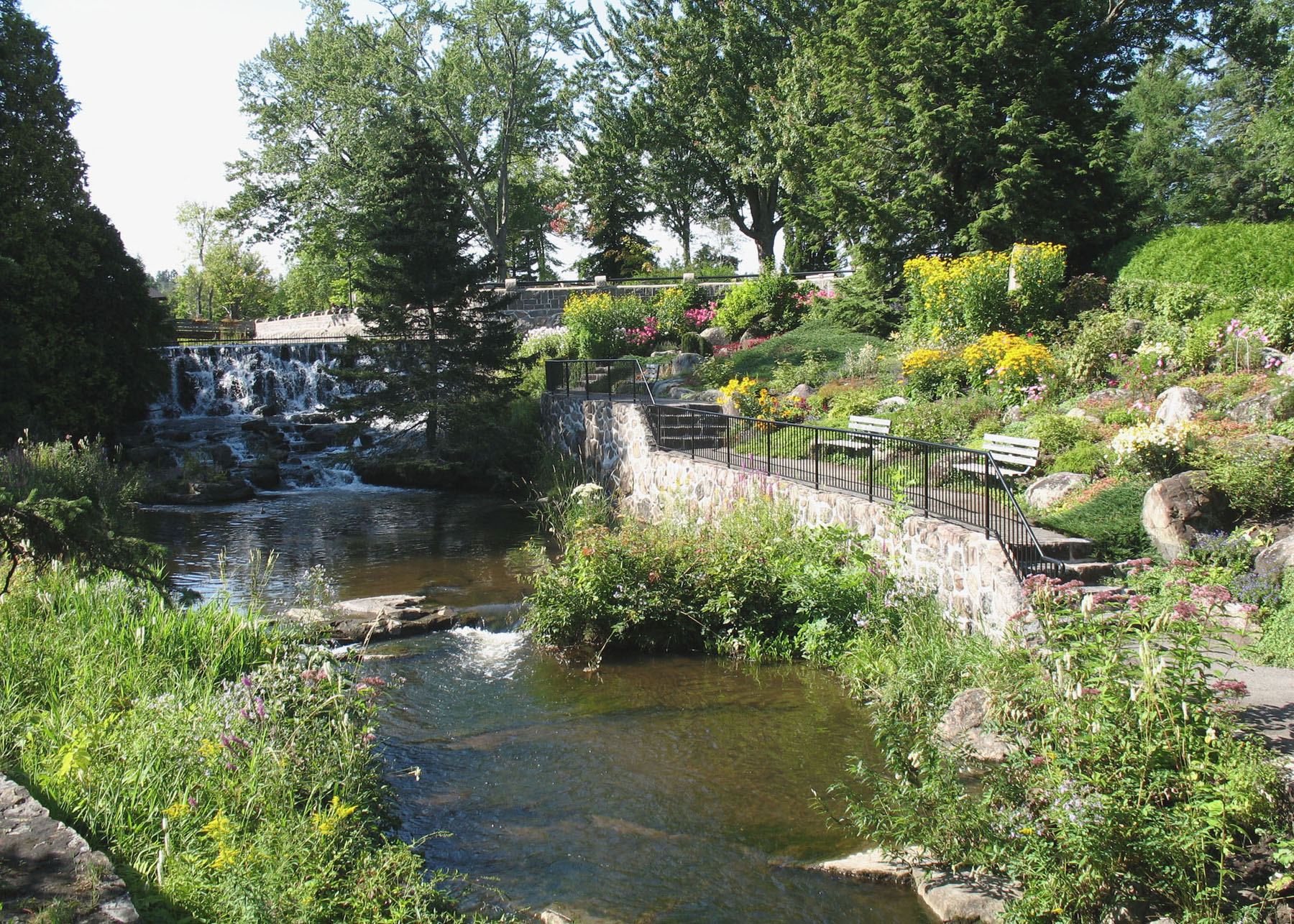
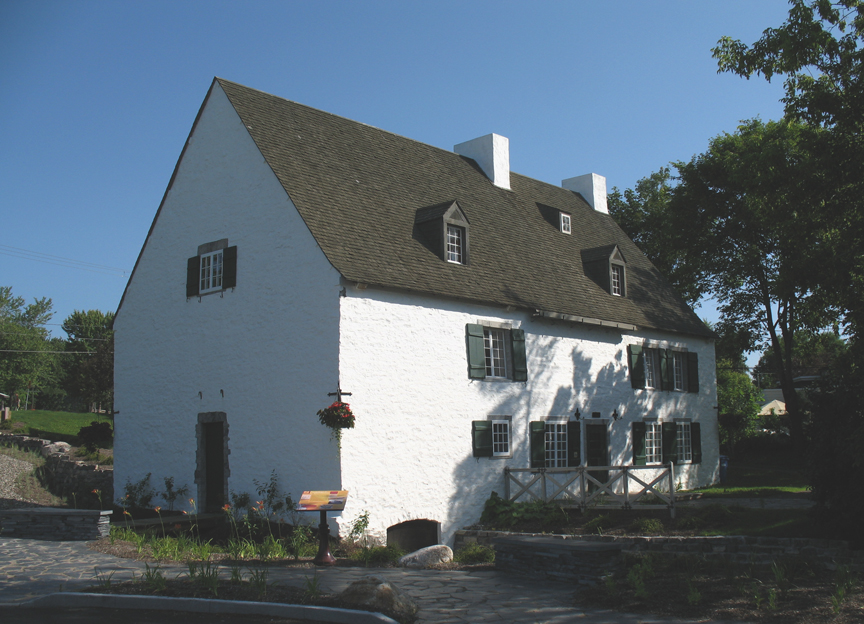
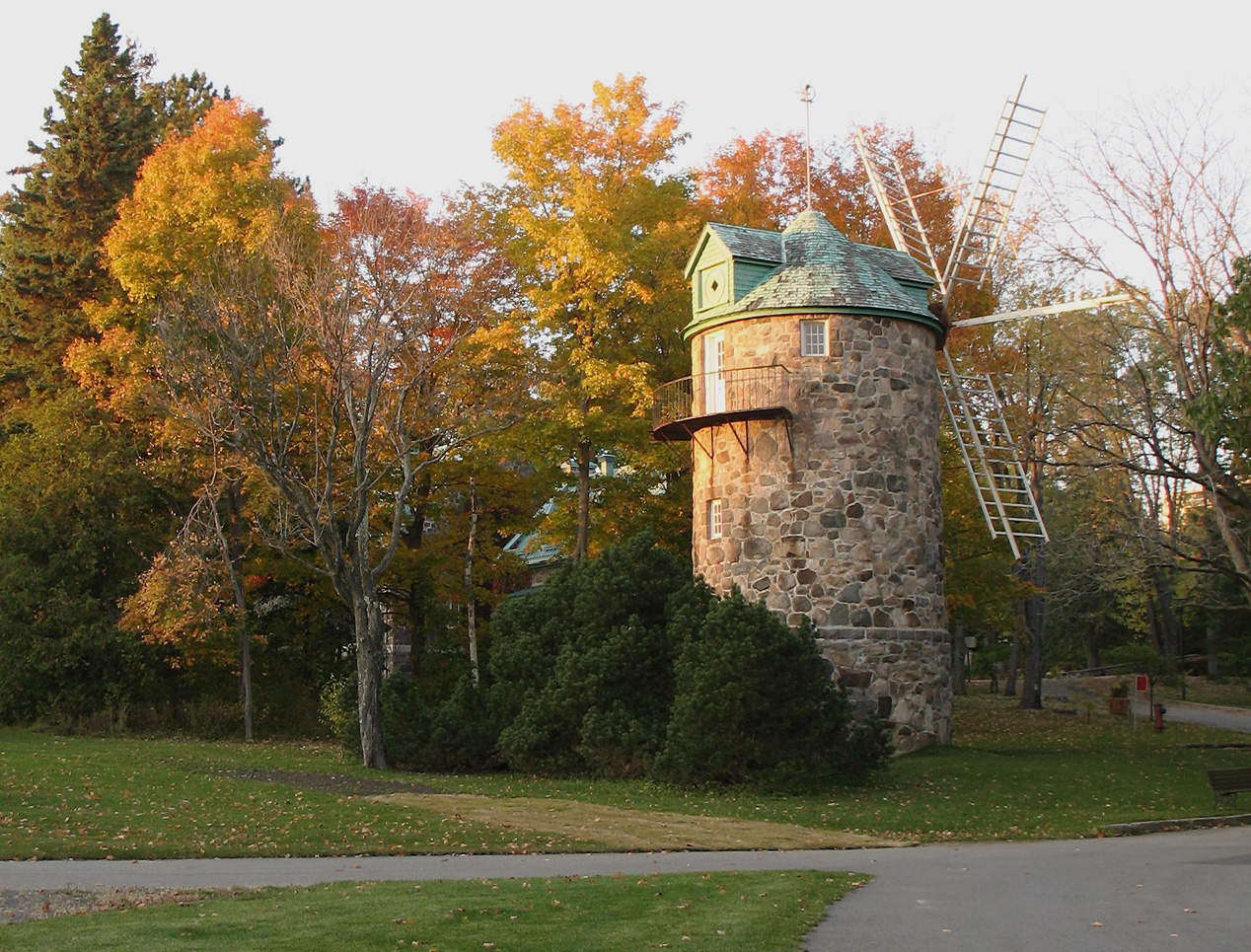

## احياؤها
- نوتر دام دي لورونتيد
- دي جيسويت
- الحي 2-4
- الحي 3-4
- الحي 6-4
- الحي 5-4

‌

## أعلام
- جيريمي جبريل